# Guerrero Viejo
Guerrero (o Guerrero Viejo para distinguir de la actual Nueva Ciudad Guerrero) es la antecesora de la actual ciudad fronteriza en la entidad mexicana de Tamaulipas. Actualmente se encuentra abandonada y desierta.

## Antecedentes
Se remontan a octubre de 1750, cuando el Rancho Los Moros fue colonizado por vecinos de Nuevo León a invitación de un Don Vicente Guerra. Posteriormente Don José de Escandón, Conde de la Sierra Gorda oficialmente fundó una población en nombre de la Corona española, llamándola Villa del Señor San Ignacio de Loyola de Revillagigedo. Con el tiempo este largo nombre fue acortado hasta que el lugar pasó a llamarse simplemente Revilla. La comunidad aún sufrió un par de traslados más antes de asentarse definitivamente en el lugar de las actuales ruinas. En 1827 se le cambió el nombre al de Ciudad Guerrero en honor al caudillo de la guerra de Independencia de México Don Vicente Guerrero.

## Historia
Guerrero era un importante pueblo que se encontraba en la frontera de Texas con Tamaulipas en los últimos años del siglo XIX y en las primeras 4 décadas del siglo XX.
En la década de los 90 después de varios años de estar abajo del agua, Guerrero Viejo comenzó a emerger de la presa. La mayoría de las construcciones habían caído pero algunas estructuras quedaban aún en pie. La fachada de la iglesia estaba intacta y con el esfuerzo de los antiguos habitantes, quienes por medio de donaciones y en conjunto con el gobierno la restauraron completamente haciéndola volver a aquellos años. En el 2009 con tormentas y huracanes que azotaron la costa del golfo de México, parte de Guerrero Viejo volvió a quedar inundado.

## Abandono
Desde la década de 1930 los gobiernos de México y Estados Unidos venían proyectando la construcción de una presa en el Río Bravo cerca de Ciudad Guerrero, por lo cual, cuando en 1944 ambos gobiernos concretaron el acuerdo para construir dicha presa (la actual Presa Falcón), fue necesario evacuar la población de Ciudad Guerrero, pues el embalse de agua creado a consecuencia de la presa alcanzaría a inundar la población. Para reubicar a la población se proyectó y creó Nueva Ciudad Guerrero como nueva cabecera del municipio de Guerrero. El traslado final se llevó a cabo en 1953, año de la inauguración de la presa.

## La iglesia de Nuestra Señora del Refugio
Es la estructura mejor conservada de este pueblo fantasma. Todos los muros exteriores están de pie y con la restauración la hacen ver como si fuese recién construida. Se puede ver como el nivel del agua está marcado permanentemente en la fachada de la iglesia, que estuvo sumergida bajo el agua durante más de 40 años. El interior de la iglesia ha sido renovado varias veces durante el inicio del siglo XXI: se ha construido un nuevo techo y los muros han sido limpiados y pintados.

## Extensión
Colinda al norte con el municipio de Nuevo Laredo. Al sur con el municipio de Mier y al oeste con el estado de Nuevo León. Su extensión territorial total es de 2,406.85 km².

## Localidades Principales
Integrado por 70 localidades, las más importantes son: Nueva cd. Guerrero, San Ignacio, El Águila , La Lajilla, San Rafael de la tortillas, Santa Teresa, Golondrinas, Las Adjuntas y San Miguel.

## Clima
Clima del tipo seco, muy cálido con presencia de canícula (periodo del año en que es más fuerte el calor), extremos con oscilación de 7º a 14 °C, y con una precipitación media anual de 440mm³, siendo una de las más bajas del Estado.

## Centros Turísticos
Lo atractivo de la Ciudad es la Presa Falcón, en donde se practica la pesca deportiva, además de recorrer la zona que se encuentra cubierta por las aguas de la presa y por último la caza del venado cola blanca.

## Personajes Ilustres
•José Ma. González Benavides (1831-1910)
•José Antonio Gutiérrez de Lara, (1770-1843), diputado local y presidente del Congreso de Tamaulipas.
•José Bernardo Gutiérrez de Lara, (1774-1841), gobernador constitucional del Estado.
•Antonio Zapata, insurgente rebelde; una Cd. de Texas lleva su nombre.